# آيتانا
آيتانا أوكانيا موراليس (بالإسبانية: Aitana Ocaña) (من مواليد 27 يونيو 1999)، والمعروفة باسم آيتانا، هي مغنية وكاتبة أغاني إسبانية.
أصدرت آيتانا أغنية "Lo malo" الفردية مع زميلتها المنافسة آنا غيرا. أصبحت الأغنية ناجحة في إسبانيا وحصلت على شهادة البلاتين خمس مرات، بالإضافة إلى استخدامها في مظاهرات يوم المرأة العالمي في إسبانيا.

## الحياة الشخصية
بعد عقدها مع مجموعة يونيفرسال الموسيقية، انتقلت آيتانا من سان كليمانت دي يوبريغات إلى شقة مملوكة للممثلة الإسبانية بلانكا سواريز في وسط مدريد في منتصف 2018. في 2018، أنفصلت عن حبيبها السابق فيسنتي رودريغيز وبدأت علاقة رومانسية  مع المغنٍ لوي سيبيدا، الذي قبلته أمام 60.000 جمهور في حفل موسيقي في استاد سانتياغو برنابيو في يونيو. في ذلك الوقت، كان سيبيدا يبلغ من العمر 28 عامًا بينما أيتانا تبلغ من العمر 18 عامًا فقط، لذلك تسببت علاقتهم في جدل كبير بسبب فرق العمر بينهم. انفصلت عنع في سبتمبر. بعد ذلك بشهرين، بدأت في مواعدة النجم ميغيل برناردو.

## روابط خارجية
- آيتانا على موقع IMDb (الإنجليزية)
- آيتانا على موقع ميوزك برينز (الإنجليزية)
- آيتانا على موقع أول ميوزيك (الإنجليزية)
- آيتانا على موقع أول ميوزيك (الإنجليزية)
- آيتانا على موقع ديسكوغز (الإنجليزية)
- آيتانا على موقع قاعدة بيانات الفيلم (الإنجليزية)